# Abd al-Aziz bin Salman bin Muhammad Al Sa'ud
ʿAbd al-ʿAzīz bin Salmān bin Muḥammad Āl Saʿūd (in arabo الأمير عبد العزيز بن سلمان بن محمد آل سعود‎?; Riad, 8 agosto 1959) è un principe, funzionario e imprenditore saudita, membro di un ramo cadetto della famiglia reale Āl Saʿūd.

## Biografia
Il principe Abd al-Aziz è nato a Riad l'8 agosto 1959. È stato educato tra Riad e Londra. Dopo essersi laureato presso la San Francisco State University ha conseguito un master in relazioni internazionali presso l'American College of Switzerland di Leysin.
Terminati gli studi è stato consigliere di re Fahd per dieci anni. Possiede diverse aziende e attualmente è presidente di ASMA International, con sede in Arabia Saudita.

## Hobby
Parla correntemente quattro lingue: arabo, inglese, francese e italiano. Essendo appassionato di culture diverse, vuole portare l'armonia tra culture, religioni e nazioni. È anche un appassionato d'arte.

## Vita personale
È sposato e ha tre figli e tre figlie. Il maggiore si chiama Salman.